# Atagema notacristata
Atagema notacristata is een slakkensoort uit de familie van de Discodorididae. De wetenschappelijke naam van de soort is voor het eerst geldig gepubliceerd in 2008 door Camacho-Garcia & Gosliner.